# Маркем, Джун
Джун Ма́ркем (англ. June Markham) — фигуристка из Великобритании, двукратная чемпионка мира 1957—1958 годов, двукратная чемпионка Европы 1957—1958 годов, двукратная чемпионка Великобритании 1957—1958 годов в танцах на льду. Выступала в паре с Кортни Джонсом. Весной 1958 года неожиданно приняла решение прекратить выступать в большом спорте. Джонс занялся поиском новой партнёрши.

## Спортивные достижения
(с Кортни Джонсом)
| Соревнования/Сезоны       | 1956 | 1957 | 1958 |
| ------------------------- | ---- | ---- | ---- |
| Чемпионаты мира           | 2    | 1    | 1    |
| Чемпионаты Европы         | 2    | 1    | 1    |
| Чемпионаты Великобритании |      | 1    | 1    |